# 丸亀市立資料館
丸亀市立資料館 （まるがめしりつしりょうかん）は香川県丸亀市にある資料館。

## 概要
丸亀市の歴史および民俗資料を収集、収蔵、展示紹介する資料館として1972年に開館した。開館から1991年（平成3年）に移転するまで丸亀市立図書館が併設されていた。丸亀城城郭内、天守の西にある資料館で、本館と付属の民具展示場で構成される。藩政時代の丸亀城と京極氏に関する資料のほか、美術工芸品や民具など20000点以上を所蔵、数百点を常設展示する。年に数回、企画展が開催される。
- 2016年（平成28年）6月1日より耐震補強工事のため休館[4]。
- 2017年（平成29年）7月29日（土）リニューアルオープン[5]。エレベーターも設置された。

## 主な所蔵品
- 歴代丸亀藩主の領地朱印状
- 丸亀城木図 - 1670年（寛文10年）作、丸亀城の立体模型
- 民具展示場では、うちわに関連する資料を数多く展示
- にっかり青江（日本刀、重要美術品）

## 利用情報
- 開館時間 - 9:30～16:30
- 休館日 - 月曜、祝日、年末年始 、資料整理期間
- 備考 - 入館無料、特別展は別料金

## 所在地
〒763-0025 香川県丸亀市一番丁無番地（丸亀城内）

## 交通アクセス
- JR予讃線 丸亀駅 徒歩15分